# Kenjiro Todoroki
Kenjiro Todoroki –en japonés, 轟賢二郎, Todoroki Kenjiro– (Chiba, 1 de septiembre de 1975) es un deportista japonés que compitió en vela en la clase 470. Participó en los Juegos Olímpicos de Atenas 2004, obteniendo una medalla de bronce en la clase 470 (junto con Kazuto Seki).

## Palmarés internacional
| \| Juegos Olímpicos \| Juegos Olímpicos \| Juegos Olímpicos \| Juegos Olímpicos \| \| Año \| Lugar \| Medalla \| Clase \| \| ---------------- \| ---------------- \| ----------------- \| ---------------- \| \| 2004 \| Atenas (Grecia) \| Medalla de bronce \| 470 \| |                 |                   |       |
| Juegos Olímpicos |                 |                   |       |
| Año | Lugar           | Medalla           | Clase |
| 2004 | Atenas (Grecia) | Medalla de bronce | 470   |